# Fuckparade
El Fuckparade es un desfile tecnológico anual de verano en Berlín. El evento comenzó en 1997 como una manifestación contra la creciente comercialización de la cultura y la vida pública y el abuso del derecho de reunión por parte de empresas puramente comerciales, en particular el Love Parade. El evento ha tenido problemas con las autoridades desde 2001, pero en 2007 el Tribunal Administrativo Federal de Alemania decidió que cumplía con la definición de manifestación.